# Universidade Nacional de Tucumán

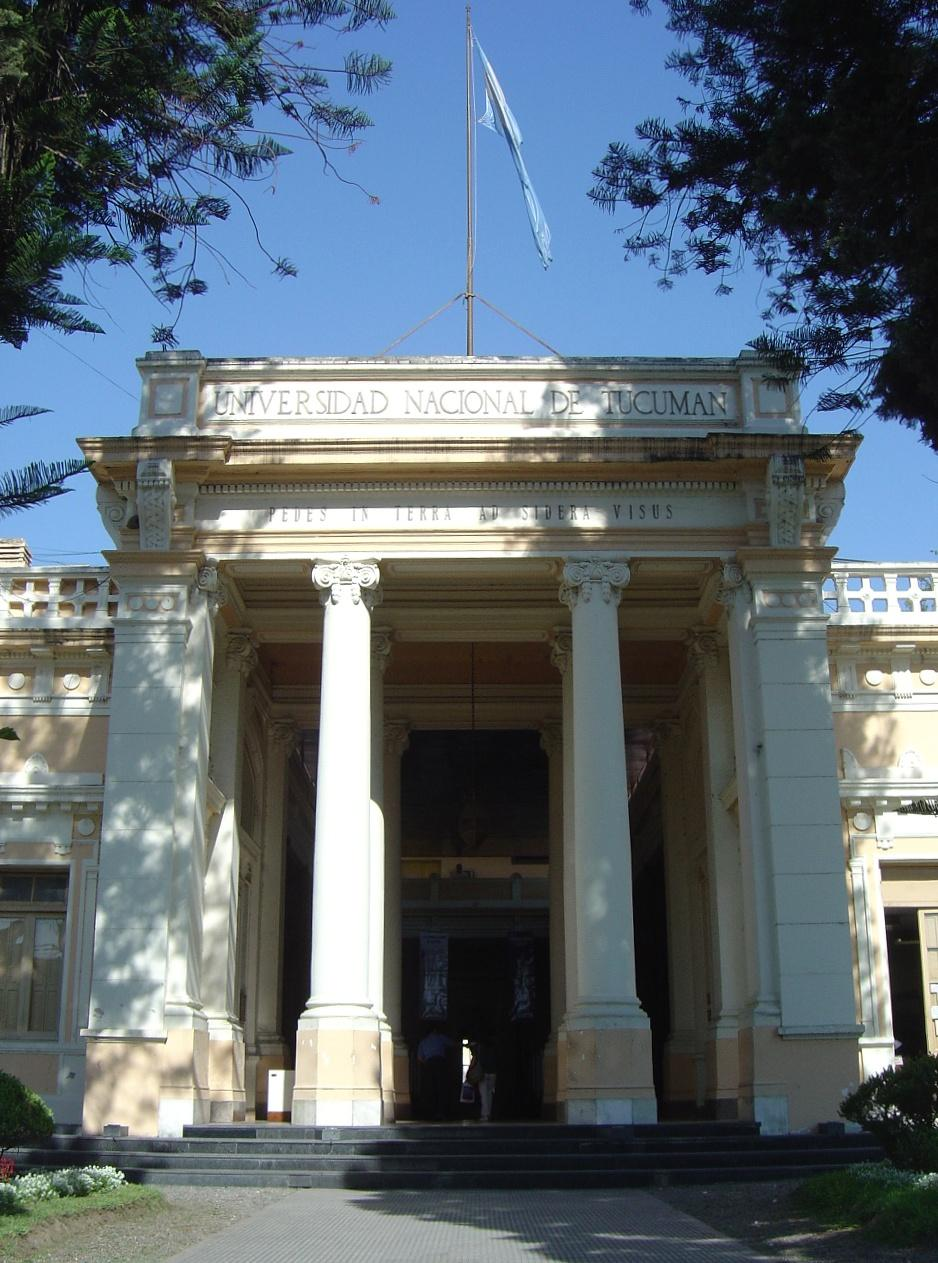

A Universidade Nacional de Tucumán (Universidad Nacional de Tucumán, UNT) é maior universidade do Norte Argentino. Foi fundada em 25 de maio de 1914 na cidade de  San Miguel de Tucumán, província de Tucumán. Conta com 13 facultades, 2 escolas universitarias, colégios secundarios Gymnasium UNT, Instituto Técnico UNT, Escola de Belas Artes, Escola de Agricultura e Sacarotecnia, Escola e Liceu Vocacional Sarmiento, Instituto Superior de Música e o Instituto Técnico de Aguilares. A admissão é irrestrita e a educação é gratuita. Também conta com museus e residências universitária.
A UNT integra o Conselho Interuniversitario Naciona (CIN), órgão coletivo que congrega as universidades nacionais argentinas.
A vocação regional da  Universidade de Tucumán aponta para o fortalecimento da economia da região, baseada na agroindústria açucareira, levando a um impulso constante na oferta acadêmica na região, Argentina e países latino-americanos.

## Faculdades
- Facultade de Agronomia e Zootecnia
- Facultade de Arquitetura e Urbanismo
- Facultade de Artes
- Facultade de Bioquímica, Química e Farmácia
- Facultade de Ciências Econômicas
- Facultade de Ciências Exatas e Tecnologia(Tucumán)
- Facultade de Ciências Naturais
- Facultade de Direito e Ciências Sociais
- Facultade de Filosofia e Letras
- Facultade de Medicina (Tucumán)
- Facultade de Odontologia (Tucumán)
- Facultade de Psicologia(Tucumán)
- Facultade de Educacção Física(Tucumán)

## Escolas médias
- Escola e Liceu Vocacional Sarmiento
- Instituto Técnico
- Gymnasium UNT
- Escola de Agricultura e Sacarotecnia (EAS)
- Escola de Belas Artes (EBA)
- Instituto Superior de Música
- Instituto Técnico de Aguilares